# Travel + Leisure Co.
Travel + Leisure Co. (以前のWyndham Destinations, Incおよびウィンダムワールドワイド 〈英語: Wyndham Worldwide、NYSE上場企業〉）は、米国ニュージャージー州パーシッパニー（Parsippany-Troy Hills, New Jersey）に本社を置くホテル経営企業である。
ラマダ、ハワードジョンソン、デイズインなどのホテルチェーンを持つ。

## 概要
センダント（Cendant Corporation）から2006年スピンオフしてできた会社で、ウィンダム・ホテル・グループ傘下には次のようなホテルチェーンを持つ。 
ウィンダム
ウィンダム（Wyndham Hotels and Resorts）は1981年にダラスで始まった、おもにリゾート地のホテルチェーン。アメリカ統一教会が所有するen:Wyndham New Yorker Hotelを経営。
ラマダ
ラマダ・ホテル（Ramada Hotels）は1953年から始まったホテルチェーンで、Ramada Inn、Ramada Limited、Ramada Plazaなどを世界的に運営している。
ハワードジョンソン
ハワードジョンソン・ホテル（Howard Johnson's Hotels）は1925年から始まったホテルチェーンで、1960～1970年代には全米で最大のレストランチェーンでもあった。現在は、Howard Johnson Express Inn、Howard Johnson Inns、Howard Johnson Hotel、Howard Johnson Plaza Hotelなどを世界的に運営している。
デイズイン
デイズイン（Days Inn）は1970年から始まったホテルチェーンで、米国内だけでなく、海外へも展開している。
スーパー8
スーパー8(Super 8 Hotels）は1972年から始まった比較的安価なホテルチェーンで、米国・カナダ・ドイツ・中国（中国語名：速8酒店）などで展開している。 (英語)

## 日本における展開

### 営業中のホテル
- ウィンダムガーデン札幌大通
2022年新規開業の宿泊施設。
- ラマダアンコールウィンダム尼崎
2023年に「尼崎セントラルホテル」をリブランドする形で開業。

### 営業を終了・リブランドしたホテル

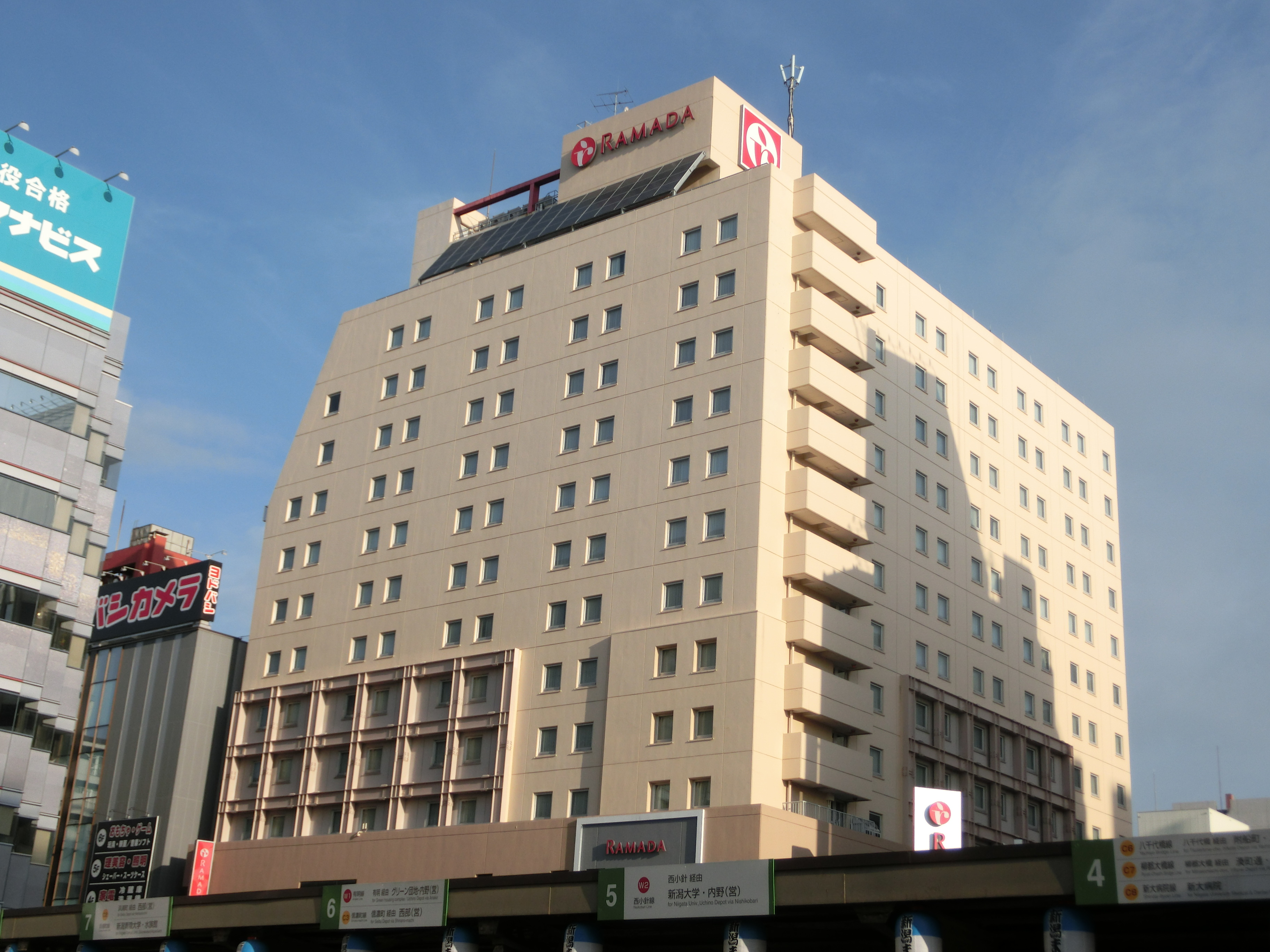
ラマダホテル新潟（新潟市）

- ラマダホテル札幌
2006年に「ホテルサンフラワー札幌」をリブランドする形で開業。2014年4月21日に再度「ANAホリデイ・イン札幌すすきの」へリブランドされ、2024年現在も営業を継続している。
- ラマダホテル大阪
「東洋ホテル」を2006年にリブランドする形でオープン。老朽化により2013年12月31日をもって営業を終了し、その後解体されて跡地はタワーマンションになった。
- ラマダ関西空港
2003年4月1日に「ホリデイ・イン関西空港」をリブランドする形でオープン。2009年に再度「ベルビューガーデンホテル関西空港」にリブランドされ、2024年現在も営業を継続している。
- ラマダホテル新潟
新潟市弁天。「新潟東急REIホテル」をリブランドする形で2016年5月20日にオープンした[10]。2020年6月に「ホテルグローバルビュー新潟」に再変更、2024年現在も営業を継続している。
- ウィンダムグランド淡島
静岡県沼津市。2018年に所有者が移転して「グッドリゾート淡島ホテル」となり、2020年に所有者がウィンダムホテル&リゾーツとフランチャイズ契約を締結して「ウィンダムグランド淡島」に変更。2021年11月に「淡島ホテル」に再変更、2024年現在も営業を継続している。
- ウィンダムガーデン長泉
静岡県駿東郡長泉町。2019年に所有者が移転して「グッドリゾート長泉ガーデン」となり、2020年に所有者がウィンダムホテル&リゾーツとフランチャイズ契約を締結して「ウィンダムガーデン長泉」に変更。2024年4月に「シーナリー・リゾート駿河」に再変更、2024年現在も営業を継続している。